# Sommarfjöstjärnen
Sommarfjöstjärnen är en sjö i Strömsunds kommun i Jämtland och ingår i Ångermanälvens huvudavrinningsområde.